# مارسلو الیزاگا
مارسلو الیزاگا (انگلیسی: Marcelo Elizaga؛ زادهٔ ۱۹ آوریل ۱۹۷۲) بازیکن فوتبال اهل آرژانتین است.
از باشگاه‌هایی که در آن بازی کرده‌است می‌توان به باشگاه فوتبال لانوس اشاره کرد.
وی همچنین در تیم ملی فوتبال اکوادور بازی کرده‌است.